# Chengxiang
För andra betydelser, se Chengxiang (olika betydelser).
Chengxiang är ett stadsdistrikt och säte för stadsfullmäktige i Putians stad på prefekturnivå  i provinsen Fujian i sydöstra Kina.
Chengxiang är indelat i tre stadsdelsdistrikt och fyra köpingar.
Stadsdelsdistrikt (jiedao):

- Fenghuangshan (凤凰山街道)
- Longqiao (龙桥街道)
- Xialin (霞林街道)

Köpingar (zhen):

- Changtai (常太镇)
- Donghai (东海镇)
- Huating (华亭镇)
- Lingchuan (灵川镇)